# یارلزهف
یارلزهف (انگلیسی: Jarlshof) شناخته‌شده‌ترین محوطهٔ باستان‌شناسی پیشاتاریخی در شتلند اسکاتلند است که در لبهٔ جنوبی جزیرهٔ اصلی اسکاتلند قرار دارد و از آن با عنوان «یکی از شگفت‌انگیزترین محوطه‌های باستان‌شناسی در سراسر جزایر بریتانیا» یاد می‌شود.
یارلزهف شامل بازمانده‌هایی است که از سال ۲۵۰۰ پ.م. تا قرن هفدهم میلادی ساخته شده‌اند